# Barbara Aland
Barbara Aland geboren als Barbara Ehlers, (Hamburg, 12 april 1937 – Herdecke, 10 november 2024) was een Duits theoloog en was tot 2002 hoogleraar nieuwtestamentisch onderzoek en kerkgeschiedenis aan de Westfaalse Wilhelms-Universiteit te Münster.

## Biografie

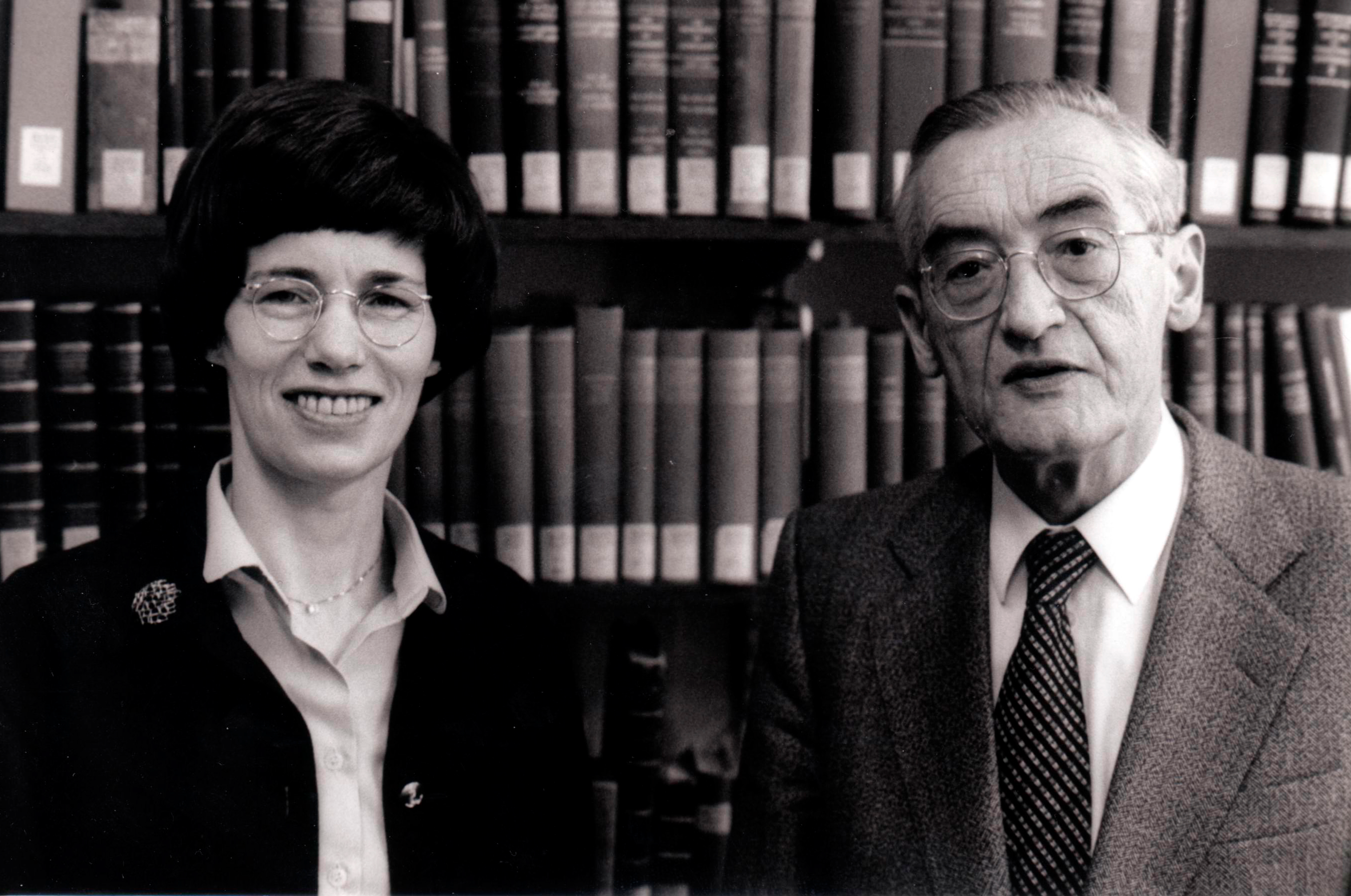
Barbara en Kurt Aland (1988)

Nadat ze haar diploma theologie en klassieke filologie had behaald in Frankfurt, Marburg en Kiel ontving ze haar doctoraat in 1964 te Frankfurt voor haar proefschrift over de socratische filosoof Aischines. In 1969 behaalde ze haar licentiaat aan de "Oriëntale Faculteit" van het Pauselijk Bijbelinstituut in Rome. In 1972 kwalificeerde ze met succes als docent in Göttingen over de Syrische gnosticus Bardesanes van Edessa. Datzelfde jaar trouwde ze met professor Kurt Aland. Sinds 1972 was ze privaat docent, later kreeg ze het hoogleraarschap voor "kerkgeschiedenis en nieuwtestamentisch onderzoek met bijzondere aandacht voor de christelijke Oriënt" aan de Evangelisch-Theologische Faculteit te Münster. In 1983 werd ze directeur van het in 1959 door Kurt opgerichte Instituut voor Nieuwtestamentisch Onderzoek en ook het Bijbelmuseum Münster.
Dit instituut kreeg wereldwijde betekenis door het publiceren van het "Nestle-Aland" - Novum Testamentum Graece en de Griekse Nieuwe Testament-editie van de Wereldfederatie van Bijbelgenootschappen (UBS). Tot haar pensioen was Barbara Aland ook directeur van de Hermann-Kunst-Stiftung voor de bevordering van Nieuwtestamentisch onderzoek. Na haar pensionering deed ze nog steeds academisch werk.

## Relevantie
Barbara en Kurt Aland werden internationaal bekend door hun werk aan het Novum Testamentum Graece en Griekse edities van het Nieuwe Testament. Beiden droegen samen met een internationaal en interconfessioneel team van theologen bij aan de verbetering en goedkeuring van de "Nestle-Aland"-editie. Deze edities (gepubliceerd door het Instituut in Münster) werden wereldwijd de basis voor onderwijs en onderzoek.
Ze publiceerde de eerste versies van de "Editio Critica Maior" in 1997. Dit was de eerste editie die gebaseerd was op de volledige overlevering van Griekse handschriften, citaten van kerkvaders en antieke versies.
In 1999 was ze medeoprichter van de "Academia Platonica Septima Monasteriensis", die zich niet primair richt op de werken van Plato, maar eerder op de geschriften van zijn vroegste commentatoren vanaf de oudheid tot de renaissance. Het doel van de Academie is om het bestuderen van platonische teksten te bevorderen.

## Prijzen en eerbewijzen

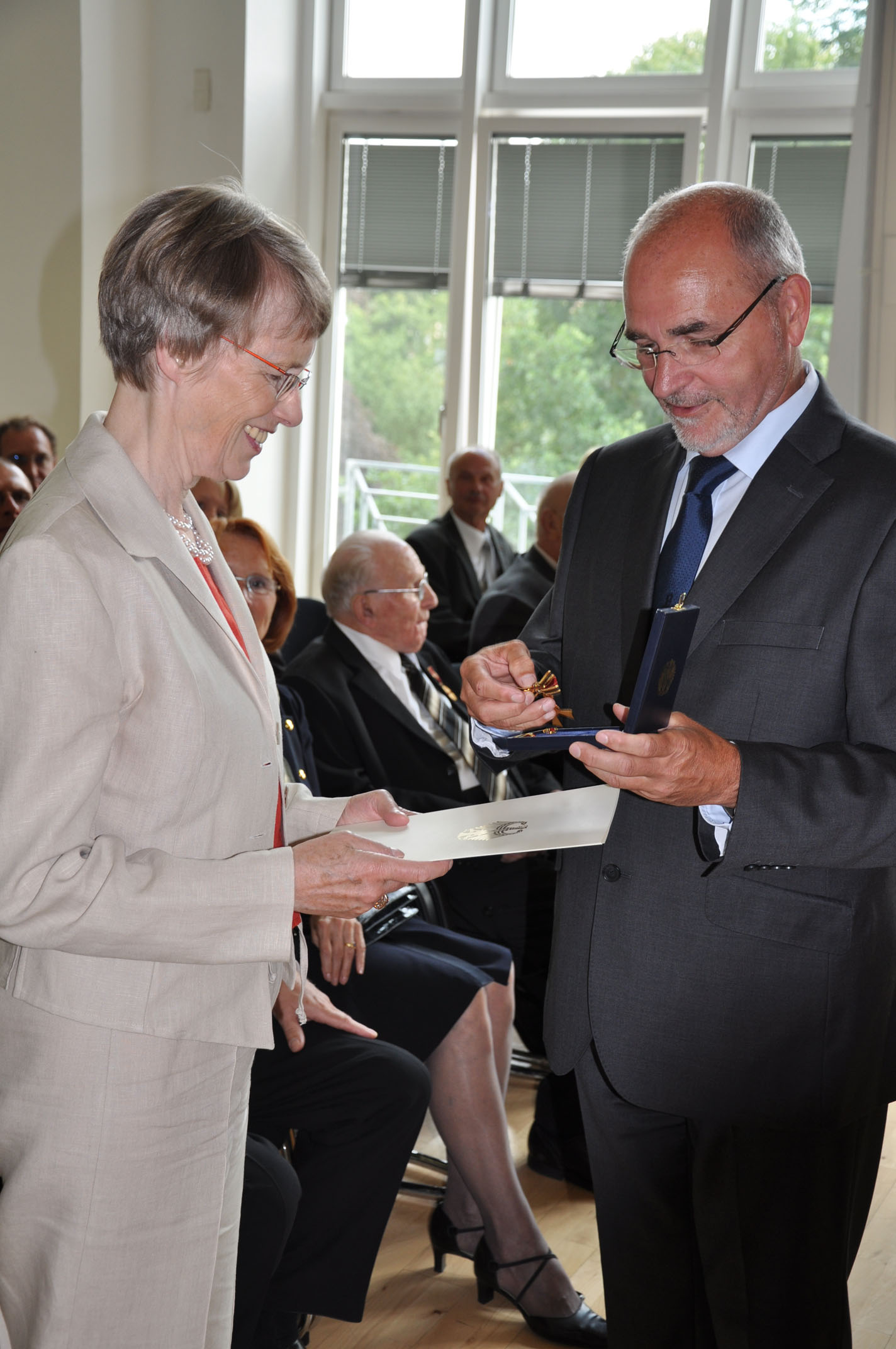
Professor Barbara Aland ontvangt het "Duitse Kruis van Verdienste" (juli 2011).

Barbara Aland heeft de volgende eredoctoraten ontvangen:
- 1988: "D.Litt." (Doctor der Letteren), Wartburg College (Waverly, Iowa);
- 1989: "D.D." (Divinitatis Doctor), Mount St. Mary's University|Mount Saint Mary's College (Emmitsburg, Maryland);
- 2008: "Dr. theol. h.c.", (Doctor der Theologie), Maarten Luther-Universiteit (Halle-Wittenberg, Duitsland).[3]

Ze heeft de volgende prijzen ontvangen:
- 1998: Paulus-Plakette, Universiteit van Münster;[4]
- 2005: Fellow of Clare Hall, Universiteit van Cambridge;[5]
- 2006: Lid van de Koninklijke Nederlandse Akademie van Wetenschappen;[6]
- 2011: Kruis van Verdienste aan Lint;[7]
- 2016: Burkitt Medal for Biblical Studies, British Academy.[8]

Aland overleed 10 november 2024 op 87-jarige leeftijd. 

## Werken
Monografieën
- (als Barbara Ehlers): Eine vorplatonische Deutung des sokratischen Eros. Der Dialog Aspasia des Sokratikers Aischines (proefschrift). Frankfurt am Main 1964, gepubliceerd 1966 (Zetemata, nummer 41).
- (met Kurt Aland): Der Text des Neuen Testaments. Einführung in die wissenschaftlichen Ausgaben sowie in Theorie und Praxis der modernen Textkritik, 1982.
  - Engelse vertaling: The text of the New Testament. An introduction to the critical editions and to the theory and practice of modern textual criticism. 1987.
- Erziehung durch Kirchengeschichte? Ein Plädoyer für mehr Kirchengeschichte im Religionsunterricht. Idea e.V., 1984.
- Frühe direkte Auseinandersetzung zwischen Christen, Heiden und Häretikern. 2005.
- Was ist Gnosis? Studien zum frühen Christentum, zu Marcion und zur kaiserzeitlichen Philosophie. 2009

Edities van het Nieuwe Testament
- A Textual Commentary on the Greek New Testament. A Companion Volume to the United Bible Societies Greek New Testament (derde editie) door Bruce Metzger namens en in samenwerking met het Redactiecomité van het United Bible Societies Greek New Testament K. Aland, M. Black, C. M. Martini, B. M. Metzger en A. Wikgren, 1971.
- Novum Testamentum Graece post Eberhard Nestle et Erwin Nestle communiter ed. K. Aland, M. Black, C. M. Martini, B. M. Metzger, A. Wikgren, apparatum criticum recens. et editionem novis curis elaborav. K. Aland et B. Aland una cum Instituto studiorum textus Novi Testamenti Monasteriensi (Westphalia), 26. Aufl., 1979.
- Novum Testamentum Latine. Novam Vulgatam Bibliorum Sacrorum Editionem secuti apparatibus titulisque additis ediderunt Kurt Aland et Barbara Aland una cum Instituto studiorum textus Novi Testamenti Monasteriensi, 1984.
- Griechisch-deutsches Wörterbuch zu den Schriften des Neuen Testaments und der frühchristlichen Literatur von Walter Bauer. 6., völlig neu bearbeitete Auflage im Institut für Neutestamentliche Textforschung/Münster unter besonderer Mitwirkung von Viktor Reichmann hrsg. von Kurt Aland und Barbara Aland, 1988.

Publicaties
- Gnosis. Festschrift für Hans Jonas, in Verbindung mit Ugo Bianchi, hrsg. von Barbara Aland, 1978.
- Günther Zuntz: Lukian von Antiochien und der Text der Evangelien. Hrsg. von Barbara Aland und Klaus Wachtel. Mit einem Nachruf auf den Author von Martin Hengel, 1995.
- Die Weltlichkeit des Glaubens in der Alten Kirche. Festschrift für Ulrich Wickert zum siebzigsten Geburtstag. In Verbindung mit Barbara Aland und Christoph Schäublin hrsg. von Dietmar Wyrwa, 1997.
- Literarische Konstituierung von Identifikationsfiguren in der Antike, hrsg. von Barbara Aland, 2003.